# Блумінгтон (Індіана)
Блумінгтон (англ. Bloomington) — місто (англ. city) в США, в окрузі Монро штату Індіана. Населення — 79 168 осіб (2020).

## Географія
Блумінгтон розташований за координатами 39°9′49″ пн. ш. 86°31′27″ зх. д. / 39.16361° пн. ш. 86.52417° зх. д. (39.163700, -86.524264). За даними Бюро перепису населення США в 2010 році місто мало площу 60,49 км², з яких 59,98 км² — суходіл та 0,51 км² — водойми.

### Клімат
| Клімат : Блумінгтон     | Клімат : Блумінгтон | Клімат : Блумінгтон | Клімат : Блумінгтон | Клімат : Блумінгтон | Клімат : Блумінгтон | Клімат : Блумінгтон | Клімат : Блумінгтон | Клімат : Блумінгтон | Клімат : Блумінгтон | Клімат : Блумінгтон | Клімат : Блумінгтон | Клімат : Блумінгтон | Клімат : Блумінгтон |
| Показник                | Січ.                | Лют.                | Бер.                | Квіт.               | Трав.               | Черв.               | Лип.                | Серп.               | Вер.                | Жовт.               | Лист.               | Груд.               | Рік                 |
| Абсолютний максимум, °C | 25,6                | 24,4                | 30,0                | 32,8                | 36,1                | 39,4                | 43,3                | 40,0                | 39,4                | 35,6                | 28,9                | 23,3                | 43,3                |
| Середній максимум, °C   | 3,8                 | 5,7                 | 11,7                | 18,3                | 23,9                | 28,4                | 30,7                | 29,9                | 26,5                | 20,2                | 12,2                | 5,3                 | 18,1                |
| Середній мінімум, °C    | −6                  | −4,9                | 0,1                 | 5,9                 | 11,4                | 16,3                | 18,4                | 17,4                | 13,5                | 7,1                 | 1,5                 | −4,1                | 6,4                 |
| Абсолютний мінімум, °C  | −29,4               | −28,9               | −18,9               | −8,3                | −1,7                | 2,2                 | 7,8                 | 5,0                 | −3,3                | −8,3                | −18,9               | −28,9               | −29,4               |
| Норма опадів, мм        | 68                  | 69                  | 93                  | 109                 | 130                 | 103                 | 110                 | 101                 | 92                  | 80                  | 100                 | 86                  | 1141                |
| ----------------------- | ------------------- | ------------------- | ------------------- | ------------------- | ------------------- | ------------------- | ------------------- | ------------------- | ------------------- | ------------------- | ------------------- | ------------------- | ------------------- |
| Джерело: Weatherbase    |                     |                     |                     |                     |                     |                     |                     |                     |                     |                     |                     |                     |                     |

## Демографія
Згідно з переписом 2010 року, у місті мешкало 80 405 осіб у 31 425 домогосподарствах у складі 11 267 родин. Густота населення становила 1329 осіб/км². Було 33239 помешкань (549/км²).
Расовий склад населення:
| - 83,0 % — білих - 8,0 % — азіатів - 4,6 % — чорних або афроамериканців - 0,3 % — корінних американців - 0,1 % — вихідців з тихоокеанських островів - 1,2 % — осіб інших рас |

До двох чи більше рас належало 3,0 %. Частка іспаномовних становила 3,5 % від усіх жителів.
За віковим діапазоном населення розподілялося таким чином: 11,4 % — особи молодші 18 років, 80,7 % — особи у віці 18—64 років, 7,9 % — особи у віці 65 років та старші. Медіана віку мешканця становила 23,3 року. На 100 осіб жіночої статі у місті припадало 101,1 чоловіків; на 100 жінок у віці від 18 років та старших — 100,1 чоловіків також старших 18 років.
Середній дохід на одне домашнє господарство становив 50 094 долари США (медіана — 30 019), а середній дохід на одну сім'ю — 76 513 долари (медіана — 55 326). Медіана доходів становила 41 172 долари для чоловіків та 31 974 долари для жінок. За межею бідності перебувало 38,3 % осіб, у тому числі 29,0 % дітей у віці до 18 років та 5,1 % осіб у віці 65 років та старших.
Цивільне працевлаштоване населення становило 38 533 особи. Основні галузі зайнятості: освіта, охорона здоров'я та соціальна допомога — 39,0 %, мистецтво, розваги та відпочинок — 17,7 %, роздрібна торгівля — 11,0 %, виробництво — 6,7 %.

## Відомі особистості
В поселенні народився:
- Боббі Гелмс (1933—1997) — американський кантрі-співак.